# Jelen Jarko

Jelen Jarko je pravljica, ki jo je napisal Fred Rodrian, ilustriral pa Werner Klemke, prevedla pa jo je pisateljica Kristina Brenk. 

## Vsebina
Jelen Jarko se je iz gozda na Kitajskem preselil v živalski vrt. Najprej je imel domotožje, potem pa mu je postalo všeč, ker so ga obiskovali otroci. Ko je prišla zima pa je v Vrt prišlo malo otrok, zato je Jarko sklenil, da odide. Poskusil se je vrniti domov, na Kitajsko, a si je sredi poti premislil in se vrnil nazaj v živalski vrt, ker je še naprej živel v družbi otrok. 

## Analiza pravljice
Pripovedovalec v  pravljici je tretjeosebni ali vsevedni. Glavne književne osebe so jelen Jarko, stranskih je več - otroci, živali v živalskem vrtu, lovci, otroci in njihov učitelj, deček Pavel in gozdni nadzornik. Književni čas v pravljici vključuje poletje, jesen in zimo. Književni prostor pa se dotika živalskega vrta, okolice v kateri živi Jarko in vrnitev v živalski vrt. V pravljici najdemo okrasne pridevke (ljubeznivi, prisrčni otroci, trdna noč, rdečim noskom, pisane hiše, čeden košček, lepo zavito korenje), primere ali komparacije  (kot veter naglo sta pobegnili in pomanjševalnice (vasica, košček, zajčki). 